# Raymond Davis, ml.
Raymond Davis, ml. (Washington, 14. listopada 1914. – Blue Point, New York, 31. svibnja 2006.), američki fizičar i kemičar. Diplomirao (1938.) na Marylandskom sveučilištu, a doktorirao (1942.) na Sveučilištu Yale. Radio u Brookhaven National Laboratory u New Yorku (od 1948. do 1984.). Od 1985. bio profesor Sveučilišta u Pennsylvaniji. Prvi je zabilježio neutrino, česticu koju je iznimno teško uočiti jer ne međudjeluje gotovo ni s čim. U rudniku zlata u Južnoj Dakoti 1960-ih izgradio je golem podzemni detektor. Rezultati mjerenja toga detektora pokazali su znatno manji broj neutrina nego što je teorijski bilo predviđeno. Masatoshi Koshiba je u svojem pokusu potvrdio teorijsko tumačenje Davisovih rezultata, prema kojem postoji više vrsta neutrina i oni se mijenjaju iz jedne vrste u drugu, a Davisov je detektor bio osjetljiv samo na jednu vrstu neutrina. Za prinos razvoju astrofizike i za otkriće kozmičkih neutrina s M. Koshibom dobio je Nobelovu nagradu za fiziku 2002. Te je godine nagrađen i Riccardo Giacconi.

## Neutrino
Neutrino (talijanski, od neutr[on] + -ino, talijanski deminutivni nastavak) (oznaka ν) je subatomska čestica, lepton bez električnoga naboja, vrlo malo mase, koji se giba brzinom bliskom brzini svjetlosti. Neutrino je kao laku električki neutralnu česticu spina ½ postulirao Wolfgang Pauli (1930.) kako bi objasnio očuvanje energije u nekim nuklearnim procesima (na primjer: 13N → 13C + e+ + ν). Nakon što je James Chadwick 1932. otkrio neutron, Enrico Fermi je 1934. ugradio Paulijevu postuliranu česticu u svoju teoriju slabe sile i nazvao ju neutrinom (malim neutronom). Kao svaka čestica koja zadovoljava Fermi-Diracovu statistiku, i neutrino ima antičesticu, takozvani antineutrino, koji se od neutrina razlikuje samo u svojstvima simetrije. Elektronski se neutrino emitira iz protona u pozitivnom beta raspadu (p → n + e+ + νe) dok se elektronski antineutrino emitira iz neutrona u negativnom beta-raspadu (n → p + e– + ν–e). 
Mjerenjima između 1954. i 1956. uspjelo se opaziti neutrine putem takozvanog inverznoga β-procesa. U pokusu koji je izveo Frederick Reines opaženi su elektronski antineutrini, uhvatom kojih se, u skladu s Fermijevom teorijom, na jezgrama vodika stvaraju neutroni i pozitroni: ν̄ + p → n + e+. Akceleratorski pokusi omogućili su otkriće mionskih (1962.) i tauonskih (sredinom sedamdesetih) neutrina, stvorenih u paru s mionima i tauonima. Da se radi o neutrinima druge generacije pokazali su pokusi, koje su izveli Leon Lederman, Melvin Schwartz i Jack Steinberger. Kozmičke su neutrine detektirali Raymond Davis, ml. i Masatoshi Koshiba. Uz kozmičke neutrine vezano je otkriće oscilacija okusa neutrina: pošto su prije ustanovljene zasebne neutrinske vrste (okusi νe, νμ, ντ kojima su zaokružene tri obitelji čestica standardnoga modela čestica), za elektronske neutrine emitirane sa Sunca ustanovljena je njihova transmutacija u mionske, a za mionske neutrine stvorene u Zemljinoj atmosferi njihov prijelaz u tauonske neutrine. Pokuse s velikim vodenim detektorima neutrina smještenim duboko u rudnicima vodili su Masatoshi Koshiba u Japanu i Arthur Bruce McDonald, u Kanadi. Promjene okusa neutrina pokazuju da neutrini imaju masu.